# Kota Niur
Kota Niur is een bestuurslaag in het regentschap Bengkulu Tengah van de provincie Bengkulu, Indonesië. Kota Niur telt 724 inwoners (volkstelling 2010).